# Police française de Changaï
« Garde municipale (Shanghaï) » redirige ici. Pour les autres significations, voir Garde municipale.
La Police française de Changaï est la force de police associée à la concession française de Shanghai. Créée en 1862, elle est dissoute en 1943.

## Historique
La police est créée en 1856 par le consul Benoît Edan, après les troubles générés par l'insurrection de la Société des Petites Épées, avec 25 hommes. En 1862, la police est recréée quand la concession française quitte l'autorité de la concession internationale de Shanghai. Elle prend le nom de Garde municipale en 1866.

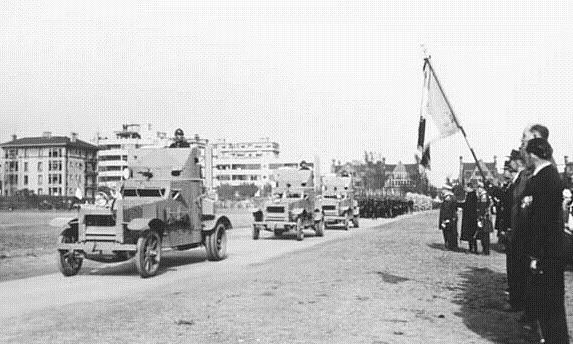
Automitrailleuses White de la police de Changaï lors d'un défilé dans les années 1930.

Dans les années 1920, la police, dirigée par Étienne Fiori, se corrompt avec les trafiquants d'opium. Elle collabore également dans le massacre de Shanghai le 12 avril 1927. C'est pour l'épurer et la réorganiser qu'est nommé le colonel Louis Fabre en 1932. Celui-ci transforme la police en la dotant d'unités quasiment militaires, dont une section d'automitrailleuses (d'abord des White TBC rachetées à l'Armée française, renforcées d'au moins six automitrailleuses construites localement vers 1933). 
En juillet 1943, la police se fond dans la police collaboratrice chinoise (Jessfield 76 (de)), qu'une partie des agents français rejoint. Les Vietnamiens et le reste des cadres français passent sous le commandement des troupes françaises en Chine et forment le bataillon supplétif tonkinois.

## Recrutement

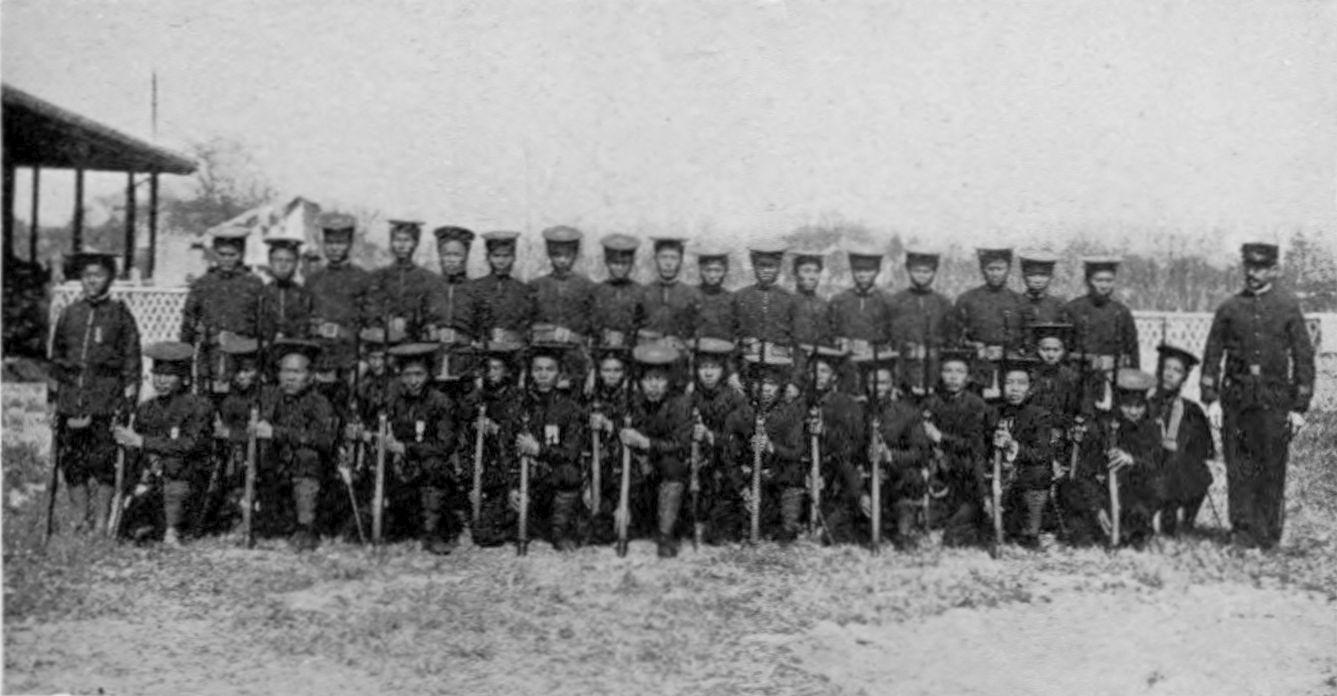
Gardes vietnamiens de la police de Changaï, vers 1908.

À l'origine, la police est constituée avec des marins ou des soldats des troupes de la Marine, vétérans ou déserteurs.
La police compte à partir de 1866 des agents chinois.
En 1907, la police incorpore 52 Vietnamiens. Les nombreux Vietnamiens sont d'anciens tirailleurs indochinois ou miliciens (gardes indigènes, Linh Co, etc.). Ils sont considérés comme plus loyaux que les Chinois. Les Chinois servent comme agents de circulation mais également comme détectives, mission où ils sont considérés comme très efficaces tandis que les Vietnamiens agissent comme gardes.

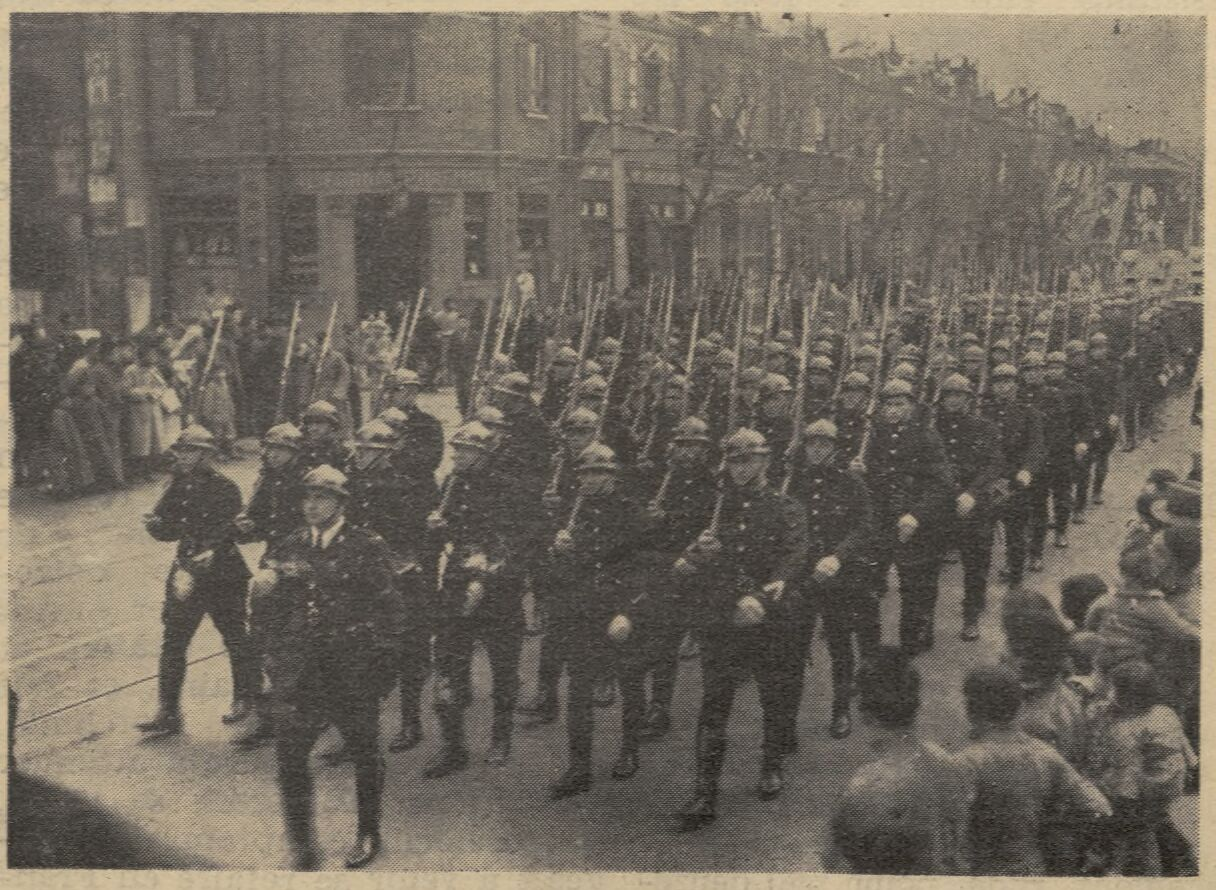
La compagnie auxiliaire russe en 1936.

À partir de 1923, la police recrute également des Russes blancs, qui encadrent les policiers chinois et sont chargés des relations avec la communauté russe de Shanghai.
|               | 1856 | 1862 | 1867 | 1880 | 1900 | 1907 | 1917 | 1924      | 1925 | 1930 | 1937 |
| ------------- | ---- | ---- | ---- | ---- | ---- | ---- | ---- | --------- | ---- | ---- | ---- |
| Français      | 25   | 21   | 47   | 39   | 45   | 44   | 44   | 53        | ?    | 184  | 158  |
| Russes blancs |      |      |      |      |      |      |      | 9         | ?    | 184  | 173  |
| Chinois       |      | 5    | 20   | 33   | 106  | 141  | 401  | 297       | ?    | 1013 | 1434 |
| Vietnamiens   |      |      |      |      |      | 51   | 230  | 268 à 280 | 433  | 509  | 470  |